# Apollo e Marsia (Reni Tolosa)
Apollo e Marsia, o Apollo che scortica Marsia, è un dipinto a olio su tela (220×167 cm) realizzato da Guido Reni intorno alla prima metà degli anni 1620 e conservato al Musée des Augustins di Tolosa.

## Storia
Il dipinto, la cui autografia è concordemente riconosciuta, è considerata cronologicamente la prima versione del tema eseguita da Reni, presumibilmente tra il 1600 e il 1625, vista la somiglianza compositiva con il coevo Adamo ed Eva al Museo delle belle arti di Digione. Compare per la prima volta a Torino ("Martia scorticato da Apollo, figura intera. Di Guido Reni. Buona"), nell'inventario della collezione dei duchi di Savoia stilato nel 1635. È quasi certamente il dipinto visto da Luigi Antonio Lanzi nel Gabinetto Reale di Torino e descritto come raffigurante "un Marsia finissimo, a cui sta innanzi un Apollo poco più che abbozzato". La tela fu portata in Francia nel 1799 durante le spoliazioni napoleoniche e donata a Tolosa da parte dello Stato nel 1803. Due anni più tardi entrò nella collezione del Musée des Augustins.

## Descrizione e analisi
Il dipinto rappresenta l'episodio di Apollo e Marsia e, in particolare, il momento in cui il dio scuoia vivo il satiro dopo aver vinto la contesa musicale. Gli strumenti dei due sfidanti – rispettivamente la lira di Apollo e il flauto di Pan di Marsia – giaccioni dimenticati ai piedi dei rispettivi musicisti, mentre Apollo, indifferente, procede con il supplizio del musico sconfitto. 
Cesare Gnudi osserva che, come in tutte le tele mitologiche di questo periodo, anche nell'Apollo e Marsia Reni "avvolge le grandi figure in un'atmosfera celata, sfuma e dilata in una lontananza irreale  la favola antica". Descrivendolo insieme alla tela sul medesimo soggetto a Monaco, Gian Carlo Cavalli riferisce:
(Gian Carlo Cavalli, Mostra di Guido Reni: Catalogo critico, p. 86)